# Brič
Brič je naselje v Slovenski Istri brez stalnih prebivalcev ob meji s Hrvaško (oz. vasjo Brič), ki upravno spada pod Mestno občino Koper.